# Brogowa
Brogowa (prononciation : [brɔˈɡɔva]) est un village polonais de la gmina de Rusinów dans le powiat de Przysucha de la voïvodie de Mazovie dans le centre-est de la Pologne.
Il se situe à environ 9 kilomètres au nord-est de Przysucha (siège du powiat) et à 90 kilomètres au sud de Varsovie (capitale de la Pologne).

## Histoire
De 1975 à 1998, le village appartenait administrativement à la voïvodie de Radom.